# Dolby E

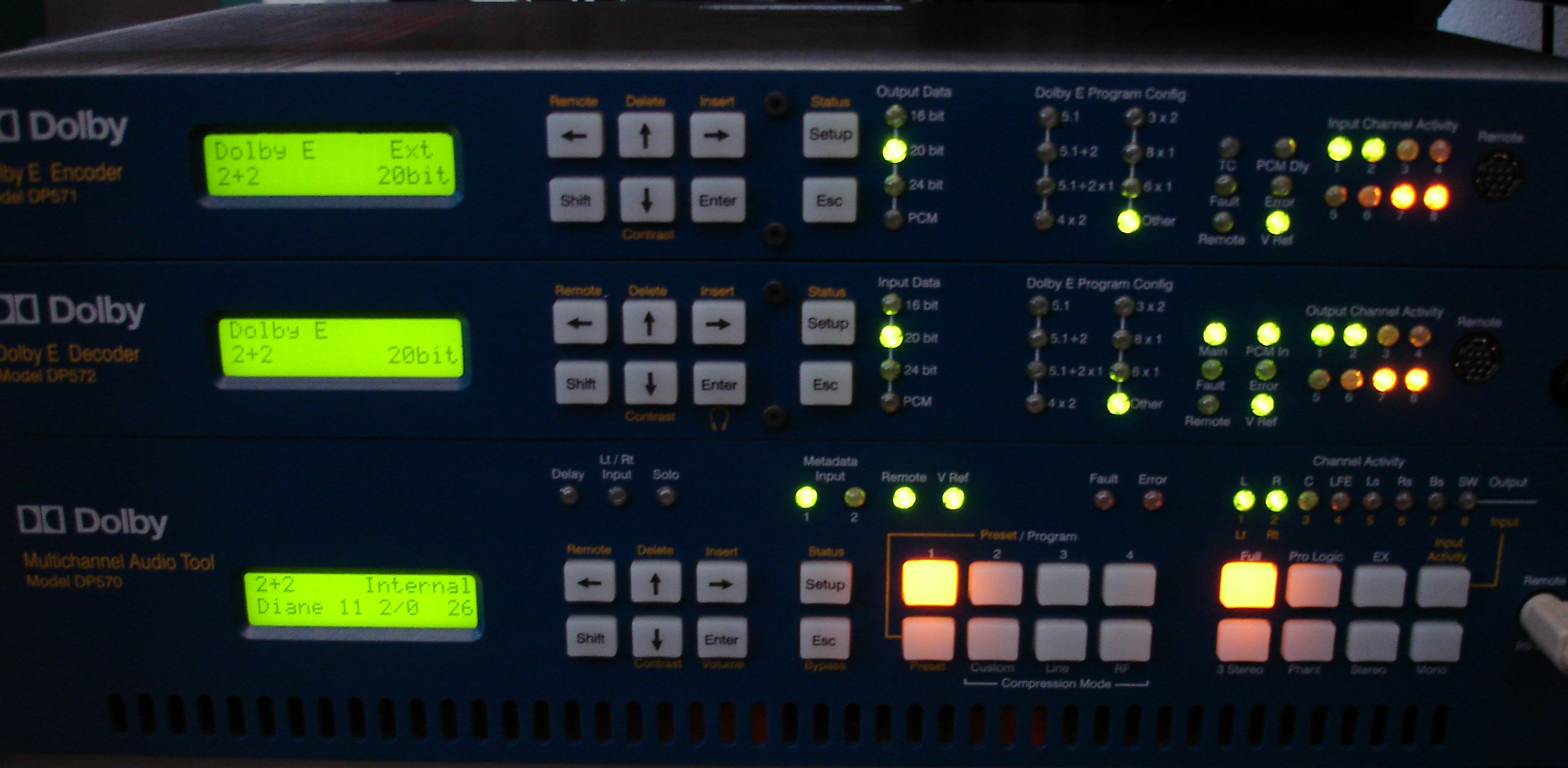
Tre apparati modulari per l'elaborazione dei segnali Dolby E.

Il Dolby E è un sistema di codifica audio concepito e ottimizzato per la distribuzione di segnali audio in ambienti professionali. L'audio surround e multicanale viene convogliato tramite un canale PCM convenzionale, semplificando il cablaggio all'interno delle infrastrutture di produzione.
Permette di combinare fino a 8 canali audio in uno solo canale AES/EBU.
Insieme all'audio vengono inviati anche i metadata, dati che permettono al decoder di stabilire i parametri di ascolto del segnale ricevuto. Tra i più importanti troviamo il formato (multicanale, surround, stereo, mono, ecc.), il volume di ascolto (dialogue level), i livelli di downmix, le dinamiche e il timecode. Si trovano anche dei dati "ausiliari", ossia il tipo di regia, il volume di mix e dei messaggi, ecc. I dati più importanti sono quelli che, una volta codificati in Dolby Digital, permettono ad esempio al sintoamplificatore a casa di commutare automaticamente sul tipo di ascolto utilizzare. Si può affermare che la vera rivoluzione non è tanto l'invio di un massimo di 8 canali audio su un canale AES, quanto l'informazione stessa integrata nel segnale audio trasportato.
Il Dolby E permette anche la registrazione dell'audio multicanale su videoregistratori e video server, usando un canale audio digitale di tipo convenzionale, e ne permette la distribuzione tramite matrici, distributori  e collegamenti satellitari e via ponte radio.
È molto importante non inviare ai monitor audio il flusso Dolby E senza prima decodificarlo, poiché verrebbe 
riprodotto come rumore digitale ad alto volume, potenzialmente in grado di rovinare i tweeter. Di 
conseguenza, le registrazioni con canali in questo formato dovrebbero essere sempre etichettate con cura.